# Lucylla Pszczołowska
Lucylla Pszczołowska z domu Rudniańska (ur. 9 września 1924, zm. 24 lutego 2010 w Warszawie) – polska polonistka, badaczka historii wiersza polskiego oraz wersologii. Studia polonistyczne odbywała w czasie okupacji na tajnym Uniwersytecie Ziem Zachodnich w Warszawie, a po wojnie kontynuowała je na Katolickim Uniwersytecie Lubelskim uzyskując tytuł magistra w 1948. Od 1950 związana z Pracownią Poetyki Teoretycznej i Języka Literackiego w Instytucie Badań Literackich PAN, którą kierowała w latach 1981–1992.

## Życiorys
Stopień doktora uzyskała w 1962 na podstawie rozprawy Wiersz „Dziadów” i „Kordiana” na tle wiersza dramatu epoki, której promotorem była Maria Dłuska. W 1971 uzyskała stopień doktora habilitowanego na podstawie rozprawy Rym. Tytuł profesor nadzwyczajnej uzyskała w 1983, a profesor zwyczajnej w 1991.
Była członkinią redakcji Pamiętnika Literackiego, w którym w latach 1982–2006 prowadziła dział „Zagadnienia języka artystycznego”. Jej 85. rocznica urodzin została uczczona przez Pamiętnik wydaniem numeru jubileuszowego jej poświęconego (Pamiętnik Literacki z 2009, zeszyt nr 3).
Prowadziła działalność dydaktyczną na Uniwersytecie Warszawskim (w latach 1959–68, 1973–75, 1980–81), Wyższej Szkole Nauczycielskiej przy Uniwersytecie Warszawskim (w latach 1968–69), Akademii Teologii Katolickiej w Warszawie (w latach 1971–80) oraz na Wydziale Slawistycznym Universiteit van Amsterdam (w latach 1976–77, 1978–79, 1986–88).
Była członkinią międzynarodowego zespołu badaczy słowiańskiej metryki porównawczej, w skład którego wchodzili uczeni polscy (m.in. Maria Dłuska, Maria Renata Mayenowa) oraz uczeni z innych krajów słowiańskich (między innymi Miroslav Červenka, Michaił Gasparov). Podejmowane przez zespół badania obejmowały między innymi problematykę przekładu jak i komparatystykę form metrycznych.
Zmarła 24 lutego 2010. Została pochowana 6 marca 2010 na cmentarzu w Józefowie k. Otwocka.

## Publikacje
Wyniki badań były publikowane w serii „Słowiańska Metryka Porównawcza”, w ramach której ukazały się następujące tomy:
- tom 1: Słownik rytmiczny i sposoby jego wykorzystania (1978)
- tom 2: Organizacja składniowa (1984)
- tom 3: Semantyka form wierszowych (1988)
- tom 4: Wiersz przekładu. Mickiewicz i Puszkin (1992)
- tom 5: Sonet (1998)
- tom 6: Europejskie wzorce metryczne w literaturach słowiańskich (1998)
- tom 7. Wiersz wolny. Geneza i ewolucja do roku 1939 (1998)
- tom 8. Krótkie rozmiary wierszowe (2004)
- tom 9. Heksametr i inne wzorce antyczne w literaturach słowiańskich (2011)

Lucylla Pszczołowska jest autorką licznych opracowań i monografii:
- O wierszu romantycznym, współautorstwo ze Zdzisławą Kopczyńską, Warszawa 1963
- Dlaczego wierszem?, Warszawa 1963 (właśc. 1964), wyd. 2 uzup. 2003
- Rym, Wrocław 1972
- Instrumentacja dźwiękowa, Wrocław 1977
- Wiersz nieregularny, Wrocław 1987
- Wiersz polski. Zarys historyczny, Wrocław 1997, wyd. 2: 2001 – wyróżniona nagrodą im. Aleksandra Brücknera
- Wiersz – styl – poetyka, Kraków 2002.